# FitzGerald Bluffs
Die FitzGerald Bluffs sind markante und nach Norden ausgerichtete Kliffs im westantarktischen Ellsworthland. Sie erstrecken sich 50 km südlich der Snow-Nunatakker über eine Länge von 14 km.
Wissenschaftler der US-amerikanischen Ronne Antarctic Research Expedition (1947–1948) entdeckten sie. Expeditionsleiter Finn Ronne benannte sie nach Gerald FitzGerald (1897–1981), dem leitenden Topographieingenieur des United States Geological Survey von 1947 bis 1957.